# Napoléon La Cécilia
Pour les articles homonymes, voir Napoléon (homonymie).
Napoléon-François-Paul-Thomas La Cécilia, né à Tours (France) le 13 septembre 1835 et mort à Ramleh (intégrée maintenant à Alexandrie en Égypte) le 25 novembre 1878, est l'un des chefs militaires de la Commune de Paris.

## Biographie
Napoléon est le fils d'un carbonaro italien, Giovanni La Cecilia (it), et d'une mère corse,,. Après des études au collège d'Ajaccio, il vient en 1855 à Paris, où il collabore à la Revue philosophique de Renouvier, dont il est le disciple. En 1856, il devient professeur de mathématiques à l'université d'Iéna. En 1860, il s'engage dans le Risorgimento aux côtés de Giuseppe Garibaldi et participe à l'expédition des Mille avec le grade de capitaine du génie, avant d'assumer les fonctions de chef d'état-major du général Avezzana. Toutefois, il abandonne ces fonctions en 1861 pour conserver la nationalité française.
Installé à Naples, il enseigne le sanscrit au collège asiatique de 1861 à 1869. Quand cet établissement est restitué aux Jésuites, il refuse d'y professer et rentre en France. Mêlé à l'opposition républicaine à la fin du Second Empire, il s'engage après le 4 septembre 1870, à la suite de la défaite de Sedan et de la proclamation de la République, dans l'armée de la Loire, participe à la défense de Châteaudun et aux batailles de Coulmiers et d'Alençon et devient, vers la fin de la guerre, colonel dans le corps des francs-tireurs de Lipowski.
Après le soulèvement du 18 mars 1871, il devient chef d'état-major du général Émile Eudes. Il se marie avec Marie La Cécilia, institutrice. Le 24 avril, nommé général, il prend le commandement de l'armée de la Commune qui opère entre la rive gauche de la Seine et la Bièvre. Pendant la Semaine sanglante, il combat sur les barricades.
Après la défaite de la Commune, il parvient à se réfugier à Londres, où il collabore à des journaux socialistes, enseigne le français à la Royal Naval School de New Cross, et devient membre de la Philological Society. Malade, il part en 1875 pour l'Égypte, en quête d'un climat plus propice, mais y meurt de la tuberculose en 1878.

## Source partielle
- Bernard Noël, Dictionnaire de la Commune, Flammarion, collection Champs, 1978.